# Bochny
Bochny – część wsi Ślepowrony w Polsce, położona w województwie mazowieckim, w powiecie ostrowskim, w gminie Nur. Wchodzi w skład sołectwa Ślepowrony.
W latach 1975–1998 Bochny administracyjnie należały do województwa łomżyńskiego.